# Elezioni parlamentari in Corea del Sud del 2000
Le elezioni parlamentari in Corea del Sud del 2000 si tennero il 13 aprile per il rinnovo dell'Assemblea nazionale.
Esse videro la vittoria del Partito Hannara, benché i sondaggi avessero pronosticato una vittoria del Partito Democratico del Millennio guidato dal Presidente Kim Dae-jung; i Democratici Liberali Uniti persero i due terzi dei loro seggi, mentre comparse sulla scena politica il Partito Democratico del Lavoro, che però non ottenne seggi.
In seguito all'esito elettorale, il Partito Democratico del Millennio, i Democratici Liberali Uniti e il Partito Democratico del Popolo formarono una maggioranza parlamentare.
L'affluenza fu del 57,2%.

## Risultati
| Liste                                    | Riepilogo nazionale | Riepilogo nazionale | Riepilogo nazionale | Seggi   | Seggi  |
| Liste                                    | Voti                | %                   | Seggi               | Collegi | Totale |
| ---------------------------------------- | ------------------- | ------------------- | ------------------- | ------- | ------ |
| Grande Partito Nazionale                 | 7.365.359           | 38,96               | 21                  | 112     | 133    |
| Partito Democratico del Millennio        | 6.780.625           | 35,87               | 19                  | 96      | 115    |
| Democratici Liberali Uniti               | 1.859.331           | 9,84                | 5                   | 12      | 17     |
| Partito Democratico del Popolo           | 695.423             | 3,68                | 1                   | 1       | 2      |
| Partito Democratico del Lavoro           | 223.261             | 1,18                | -                   | -       | -      |
| Partito Progressista Giovane             | 125.082             | 0,66                | -                   | -       | -      |
| Partito della Speranza della Nuova Corea | 77.498              | 0,41                | -                   | 1       | 1      |
| Partito Repubblicano                     | 3.950               | 0,02                | -                   | -       | -      |
| Indipendenti                             | 1.774.211           | 9,39                | -                   | 5       | 5      |
| Totale                                   | 18.904.740          |                     | 46                  | 227     | 273    |